# Šternberk
Šternberk (hanácky Štemberk, německy Sternberg) je moravské město v okrese Olomouc v Olomouckém kraji, ležící 16 km severně od Olomouce na říčce Sitce. Severní část města Šternberk leží v geomorfologickém podcelku Domašovská vrchovina na úpatí Nízkého Jeseníku, naopak jižní část v Hornomoravském úvalu. Je obcí s rozšířenou působností a žije zde přibližně 13 tisíc obyvatel. Prochází zde  železniční trať Olomouc–Šumperk se stanicí Šternberk, silnice I/46, silnice II/444, silnice II/445 a silnice II/447.
Město vzniklo z osady pod hradem stejného jména, střežícího důležitou křižovatku obchodních cest. Historické jádro města je městskou památkovou zónou.

## Historie
- 1241 boj Jaroslava ze Šternberka proti Tatarům u Olomouce (romantická pověst)
- 1253 boj Zdeslava ze Šternberka proti Kumánům u Olomouce
- 1253–1262 založení hradu Šternberka
- 1263 poslední zmínka o Zdeslavovi ze Šternberka
- 1269 nejstarší zmínka o hradě Šternberku castrum Sternberch
- 1296 nejstarší zmínka o městě Šternberku civitas Sternberch v listině Albrechta ze Šternberka
- 1371 založení augustiniánského kláštera Albertem ze Šternberka
- 1415 z hradu zaslán stížný list proti upálení Mistra Jana Husa adresovaný koncilu v Kostnici
- 1430 město dobyto a do roku 1432 obsazeno husity
- 1538 ničivý požár města, kláštera a hradu
- 1621 dobytí města stavovským vojskem, Šternberk se stává důležitým opěrným bodem císařské armády
- 1645 švédská okupace města až do roku 1650, opakované morové epidemie
- 1719 postaven mariánský sloup na ochranu před morovou epidemií
- 1741 období prusko-rakouských válek, Šternberk obsazen pruskou armádou
- 1784 zrušen augustiniánský klášter
- 1789 velká povodeň na říčce Sitce, která poškodila značnou část města
- 1805 setkání císaře Františka I. s carem Alexandrem v Domě osvěty
- 1821 textilní firma Norbert Langer zahajuje výrobu plátěného a bavlněného zboží, Šternberk střediskem textilního průmyslu
- 1850 Šternberk centrem politického okresu, město se stalo samosprávným celkem
- 1870 příjezd prvního vlaku z Olomouce do Šternberka
- 1872 zřízení státní tabákové továrny
- 1886 počátek generální přestavby hradu, nejrozsáhlejší stavební úpravy od přestavby v 16. století
- 1921 první ročník automobilového samostatného závodu Ecce Homo, poprvé na trati se jelo již 1905
- 1935 otevření českého reálného gymnázia
- 1938 Šternberk jako součást Sudet připojen k nacistické „Třetí říši“
- 1945 odsun německého obyvatelstva a postupné osídlování z vnitrozemí
- 1947 zahájení výroby v závodě Chronotechna
- 1960 provedena správní reforma, Šternberk tak přestal být okresním centrem, což znamenalo začlenění do okresu Olomouc
- 2005 100. výročí tratě Ecce Homo, jubilejní závod s mimořádnou jezdeckou účastí, nový traťový rekord Andera Vilariňa

## Památky, kultura a sport
Nejvýznamnějšími památkami jsou hrad Šternberk, národní kulturní památka, a kostel Zvěstování P. Marie s přilehlým augustiniánským klášterem, němž je umístěna Handkeho galerie. Nachází se zde také zbytky městského opevnění, mariánský morový sloup a množství hodnotných měšťanských domů. Na dřívější výrobu nástěnných hodin, budíků a hodinek navazuje muzeum Expozice času. Město Šternberk zřizuje i městskou knihovnu.
Šternberk je sídlem římskokatolické farnosti a působí zde také sbor Českobratrské církve evangelické. Sport ve městě reprezentuje zejména  fotbalový klub FK Šternberk, jenž hraje divizi. Do roku 2016 byl pro Šternberk významný i hokejový klub HC TJ Šternberk, který hrával 2. hokejovou ligu. Nejúspěšnějším sportovním oddílem ve městě je ale ženský tým volejbalového klubu TJ Sokol Šternberk. V roce 2008 byla postavena sportovní hala Gymnázia Šternberk, která je určena nejen pro studenty tohoto gymnázia, ale i pro veřejnost. Velký zájem vyvolávají každoroční automobilové závody do vrchu Ecce Homo, na jaře mistrovství Evropy (Grand Prix) a na podzim přehlídka veteránů Ecce Homo Historic. Od roku 2021 je také u sportovní haly Ecce Homo pořádán rockový festival Šternberský kopec, dříve pořádaný v areálu hradu.

## Městská samospráva
V čele města je starosta. Zastupitelstvo města má 21 členů. Městská rada má podle dohody po volbách v roce 2014 sedm členů.
V roce 2012 se starostou města stal Stanislav Orság z ODS, který nahradil rezignujícího starostu Jaromíra Sedláka. Stanislav Orság ve funkci setrval i po komunálních volbách roku 2014 a roku 2018. Radu města tvoří zástupci ODS, ČSSD, uskupení Nezávislá volba a Koalice pro Šternberk (KDU-ČSL a TOP 09). V opozici je KSČM, SPD a sdružení Otevřená radnice Šternberk.
Samospráva města od roku 2016 vyvěšuje 5. července moravskou vlajku.

## Části města
Šternberk se člení na pět částí:
- Dalov
- Chabičov
- Krakořice

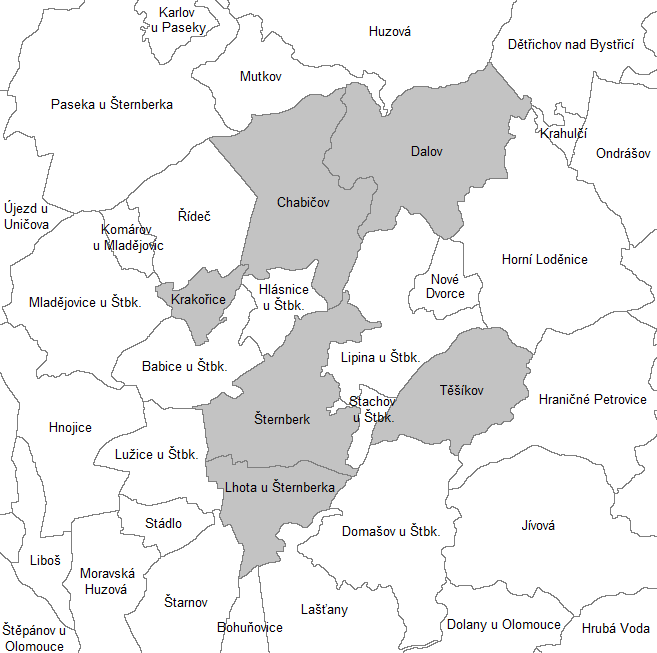
Katastrální území Šternberka

- Šternberk (katastrální území Šternberk a Lhota u Šternberka)
- Těšíkov

Součástí města byly dříve i dnes samostatné obce Babice (od 1. května 1974 do 23. listopadu 1990), Domašov u Šternberka, Hlásnice, Horní Loděnice, Komárov, Lipina, Lužice, Mladějovice a Řídeč.

## Obyvatelstvo
Počet obyvatel je uváděn podle výsledků sčítání lidu za Šternberk včetně těch místních částí, které k němu v dané době patřily.
| 1869   | 1880   | 1890   | 1900   | 1910   | 1921   | 1930   | 1950  | 1961   | 1970   | 1980   | 1991   | 2001   | 2011   | 2021   |
| ------ | ------ | ------ | ------ | ------ | ------ | ------ | ----- | ------ | ------ | ------ | ------ | ------ | ------ | ------ |
| 13 509 | 14 243 | 15 395 | 15 220 | 14 482 | 12 925 | 12 608 | 8 989 | 11 220 | 12 554 | 16 342 | 14 916 | 14 144 | 13 574 | 13 388 |

Věková struktura obyvatel obce Šternberk roku 2011
Rodinný stav obyvatel obce Šternberk roku 2011
Vzdělání obyvatel obce Šternberk roku 2011
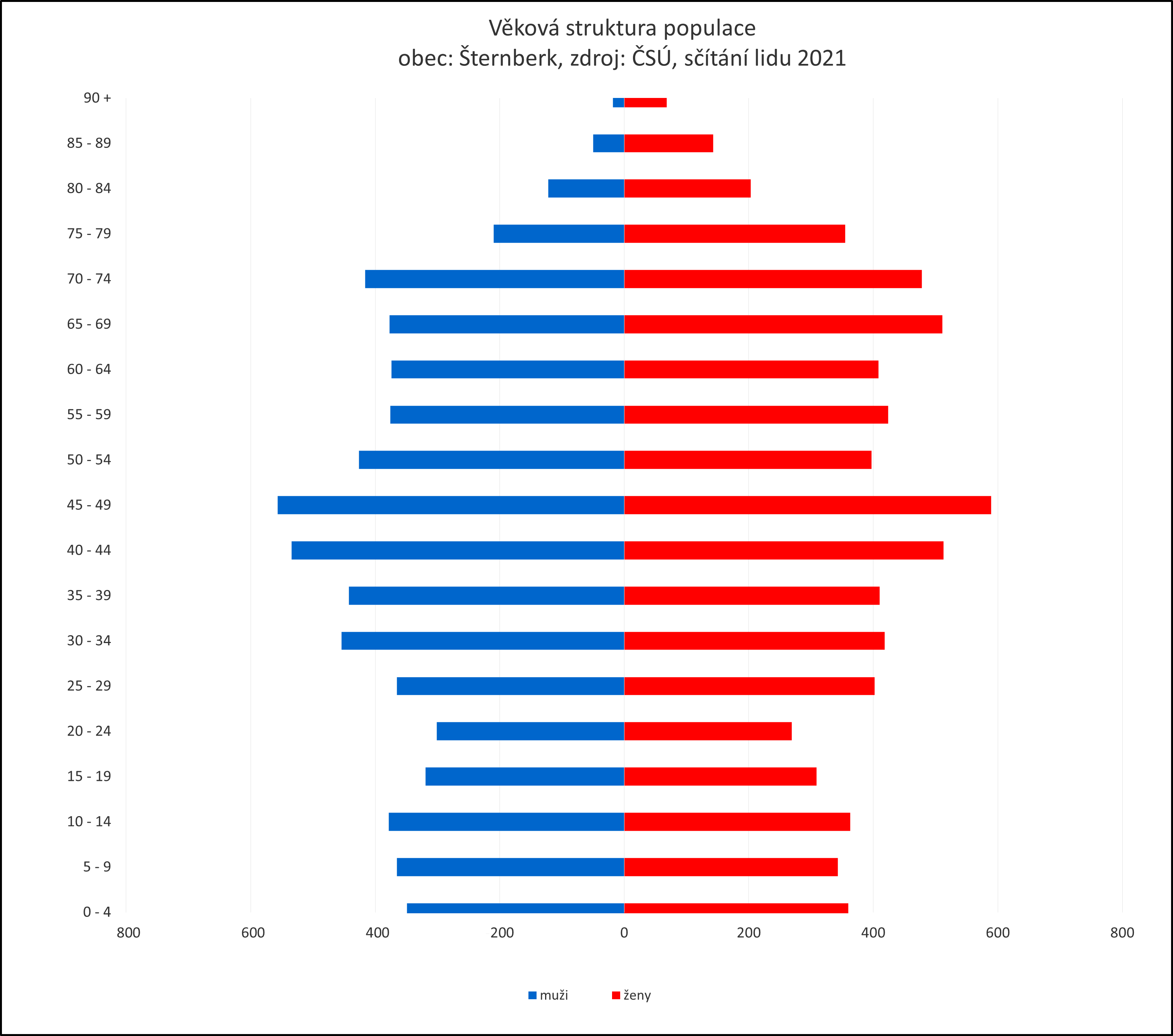
Věková struktura obyvatel obce Šternberk roku 2021

## Rodáci
- Mikuláš Bek, rektor Masarykovy univerzity
- Jana Doleželová, Miss České republiky 2004
- Michal Dvořák, hokejista
- Jan Filip, ústavní právník a soudce Ústavního soudu
- Adriana Gerši, tenistka
- Radek Gulajev, fotbalista
- Veronika Hladíková, modelka
- David Krejčí, hokejista
- Ferdinand Kuschel, sochař a malíř
- Hana Maciuchová, herečka
- Erica Pedretti, spisovatelka a výtvarnice
- David Rozehnal, fotbalista
- Engelbert Maximilian Selinger, rakouský právník a politik
- Vincy Schwarz, nakladatelský redaktor, překladatel, oběť nacismu
- Patrik Siegl, fotbalista
- Kateřina Smejkalová, Česká Miss 2005
- Marie Šimsová, herečka Divadla S+H
- Ernst Tittel, hudební skladatel a teoretik
- Lubor Tokoš, herec
- Pavel Trost, jazykovědec
- Ivan Uvizl, atlet
- Vítězslav Vavroušek, politik
- Jakub Veselý, volejbalista
- Petr Vrána, hokejista
- Valérie Zawadská, herečka
- Wilhelm Zlamal, malíř

Ve městě žil i naivní malíř Libor Vojkůvka nebo římskokatolický kněz Josef Červenka.

## Partnerská města
- Dobšiná, Slovensko
- Kungsbacka, Švédsko
- Kobiór, Polsko
- Lorsch, Německo

Spolupráce:
- Český Šternberk, Česko
- Günzburg, Německo
- Sajószentpéter, Maďarsko

## Fotogalerie

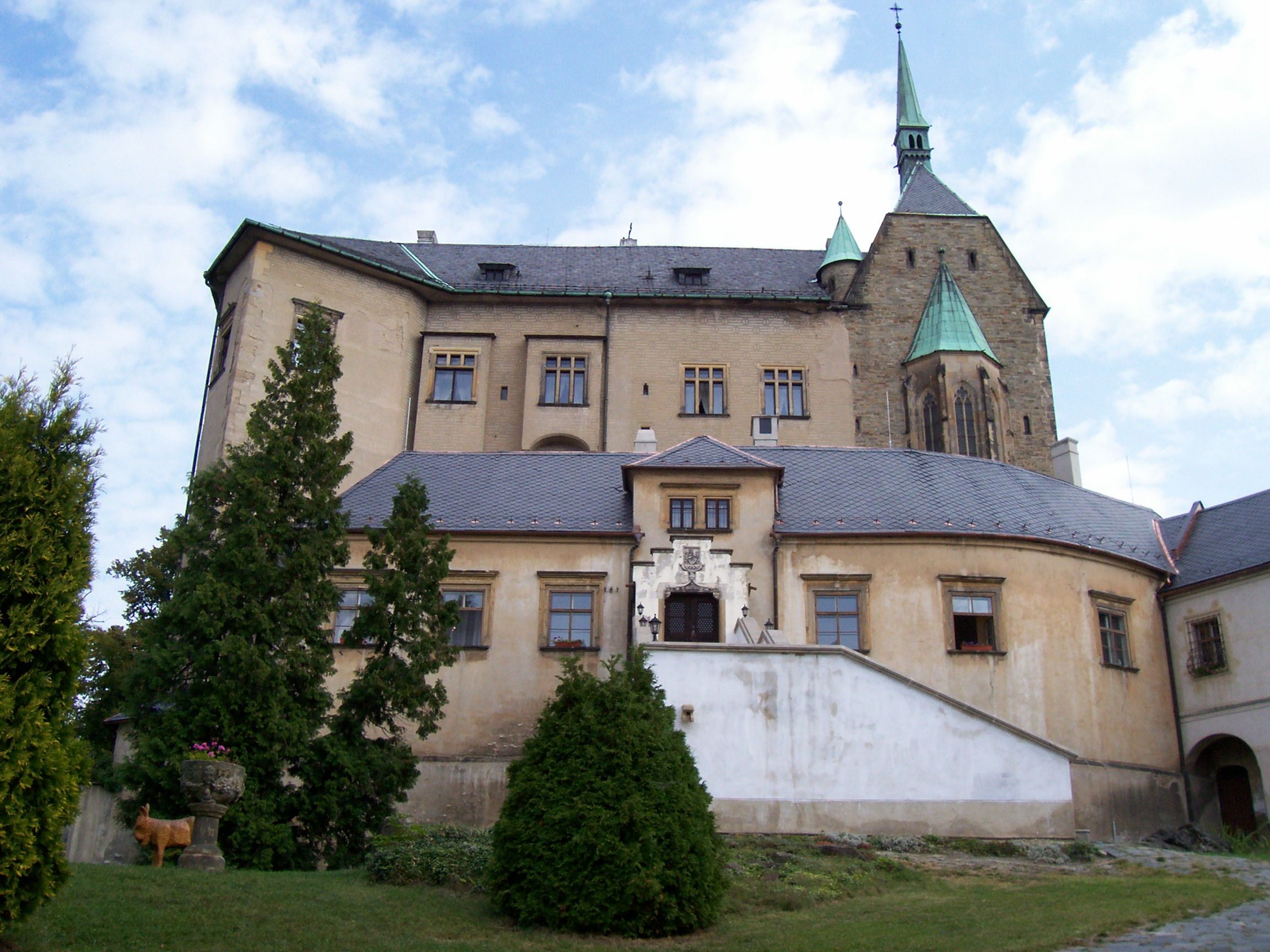
Hrad Šternberk
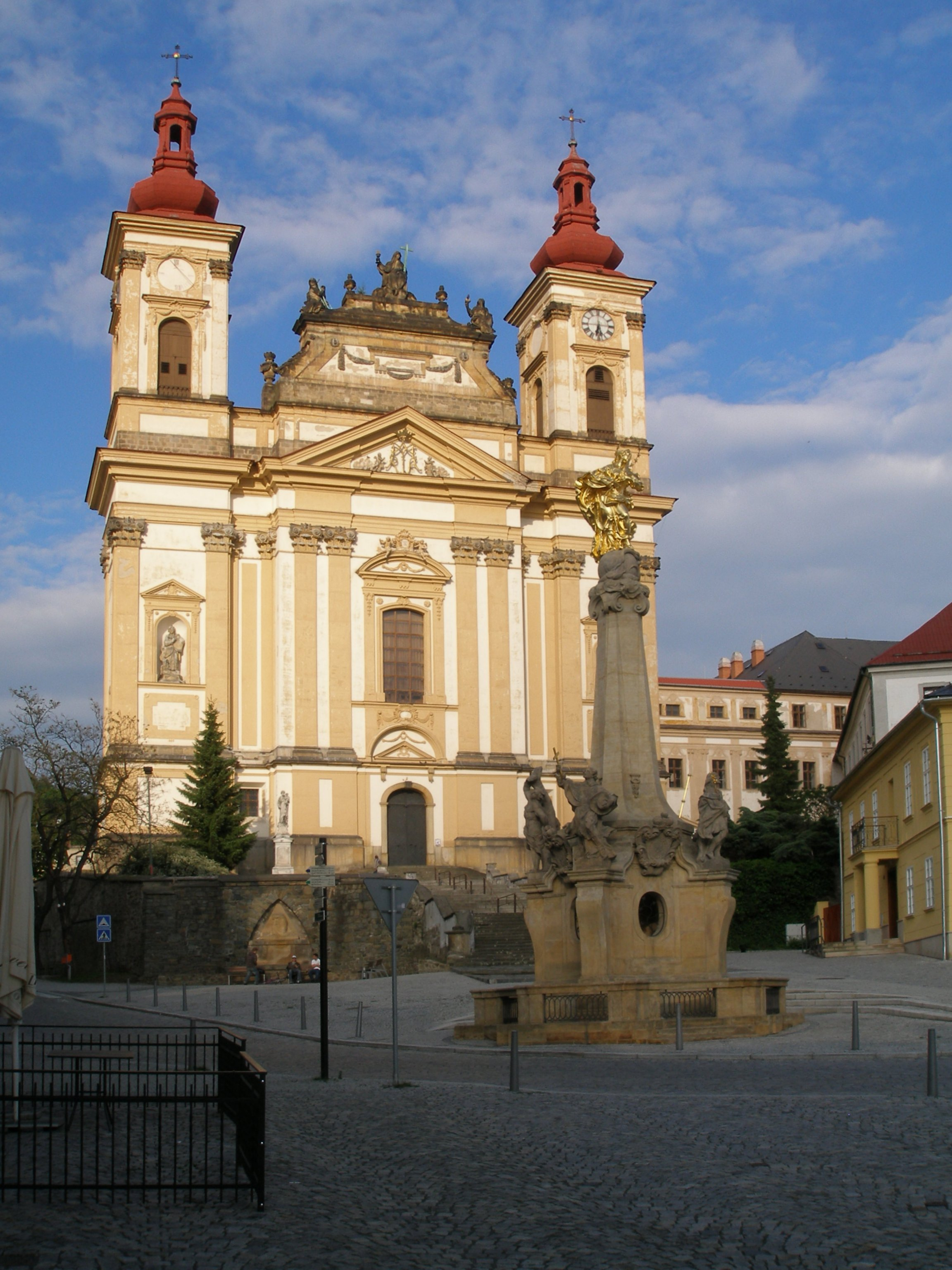
Kostel Zvěstování P. Marie a mariánský morový sloup
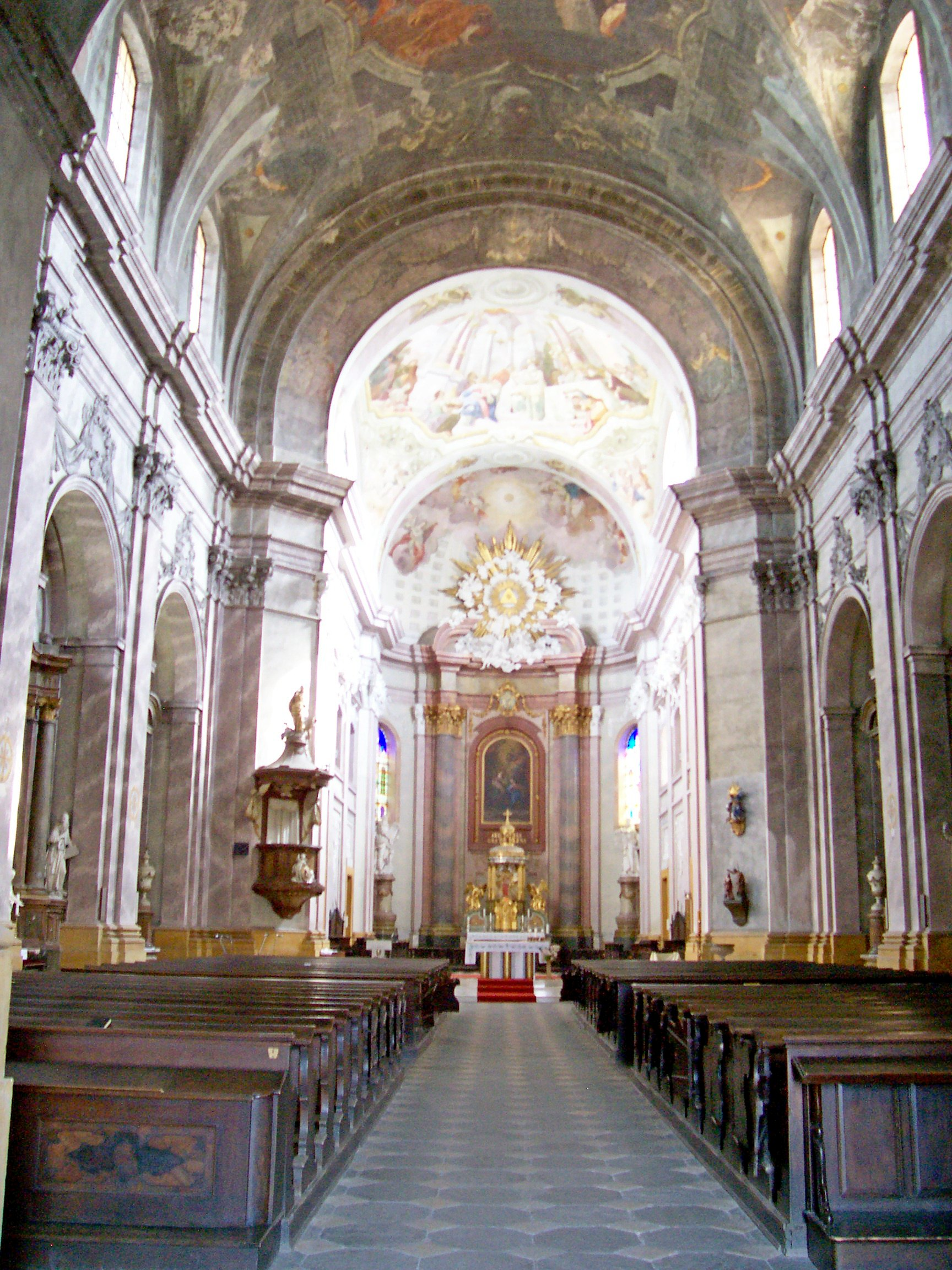
Kostel Zvěstování P. Marie – vnitřní prostory
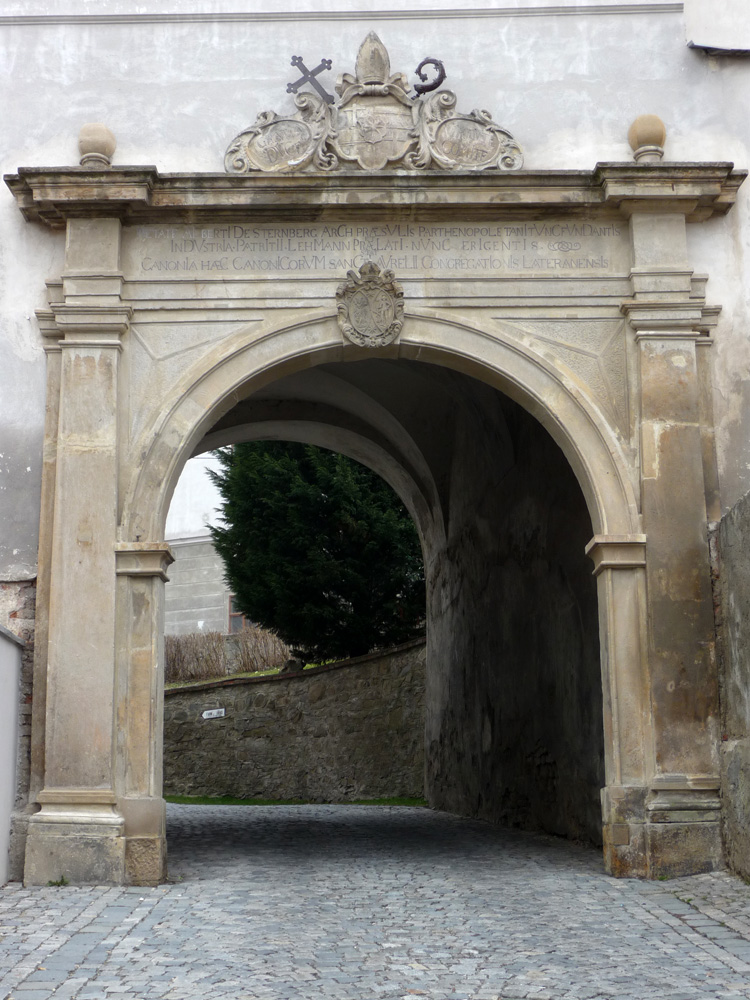
Vstup do augustiniánského kláštera
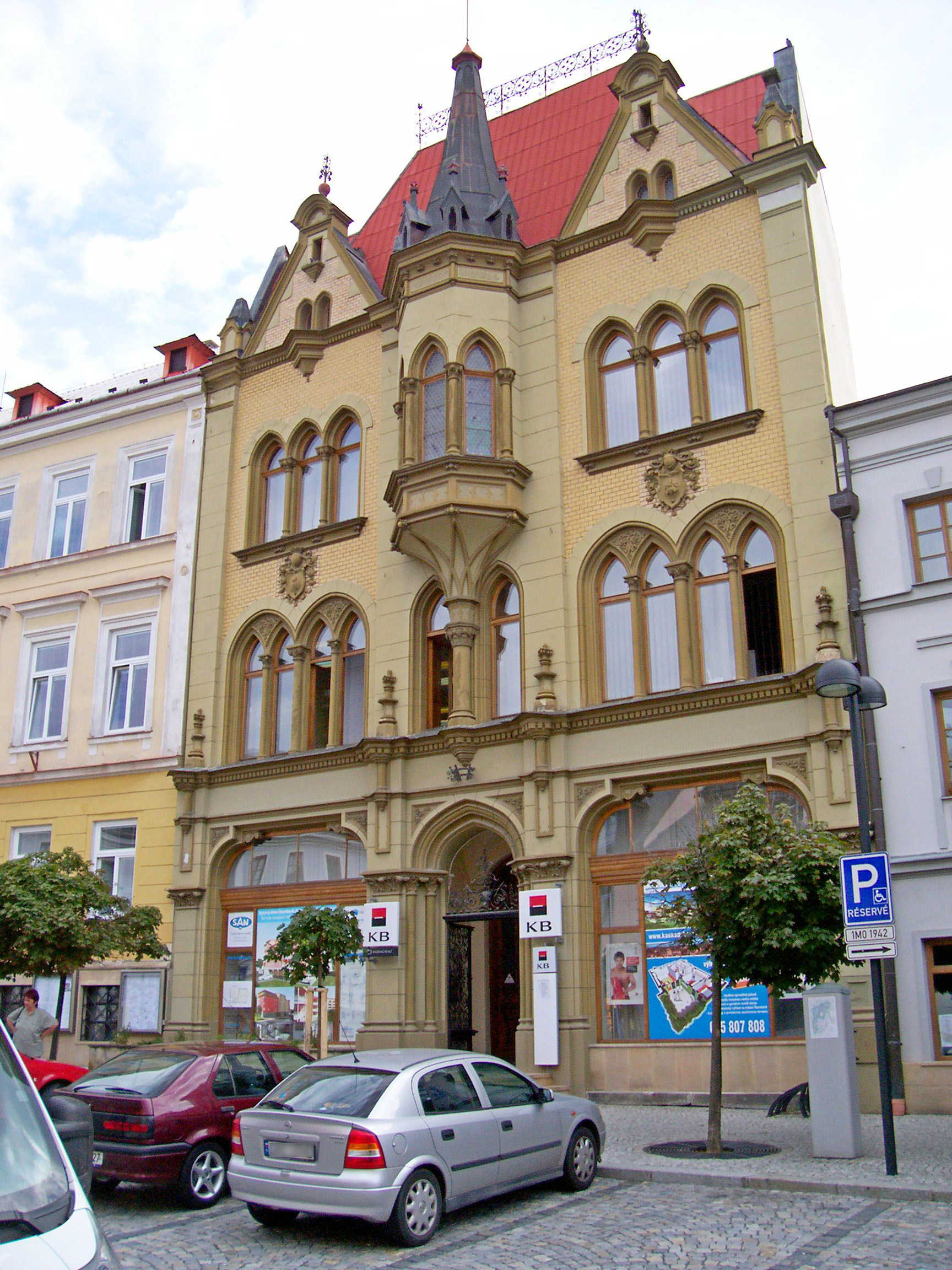
Historizující budova spořitelny z roku 1895 od Jakoba Gartnera
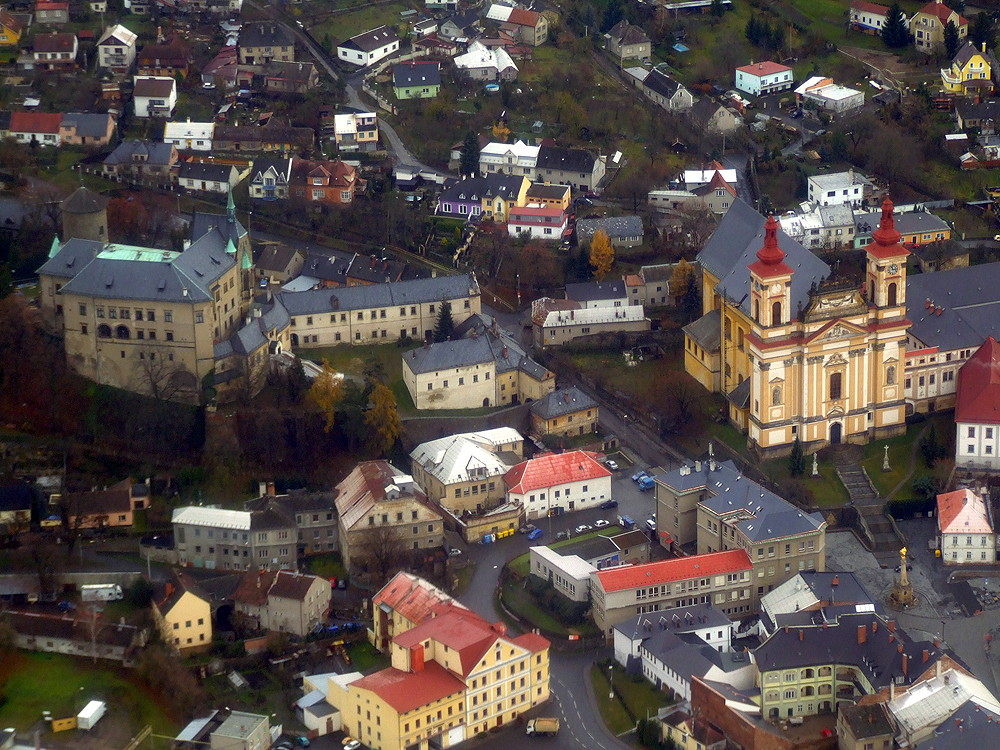
Letecký pohled na hrad, kostel s klášterem a morový sloup
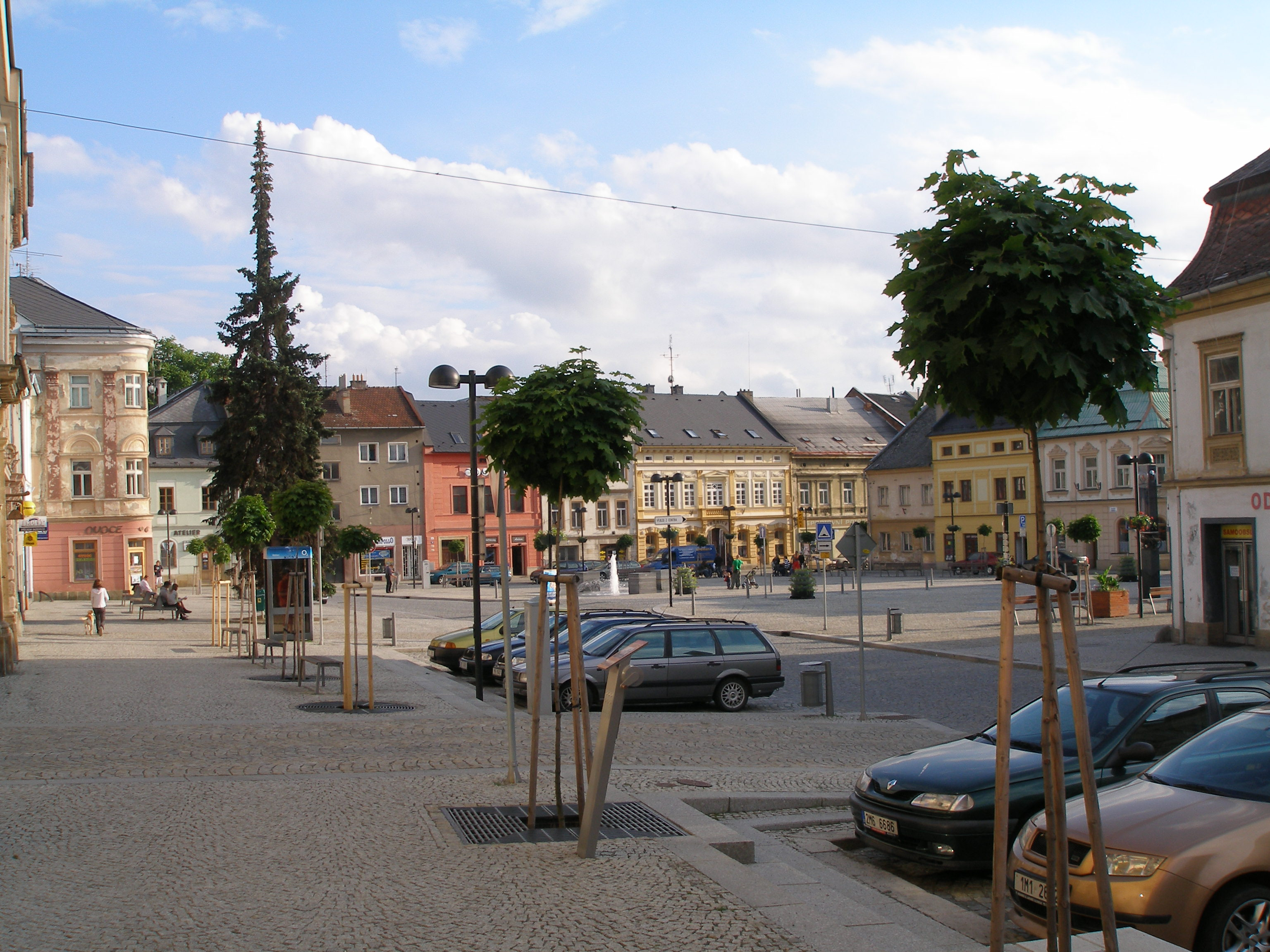
Hlavní náměstí
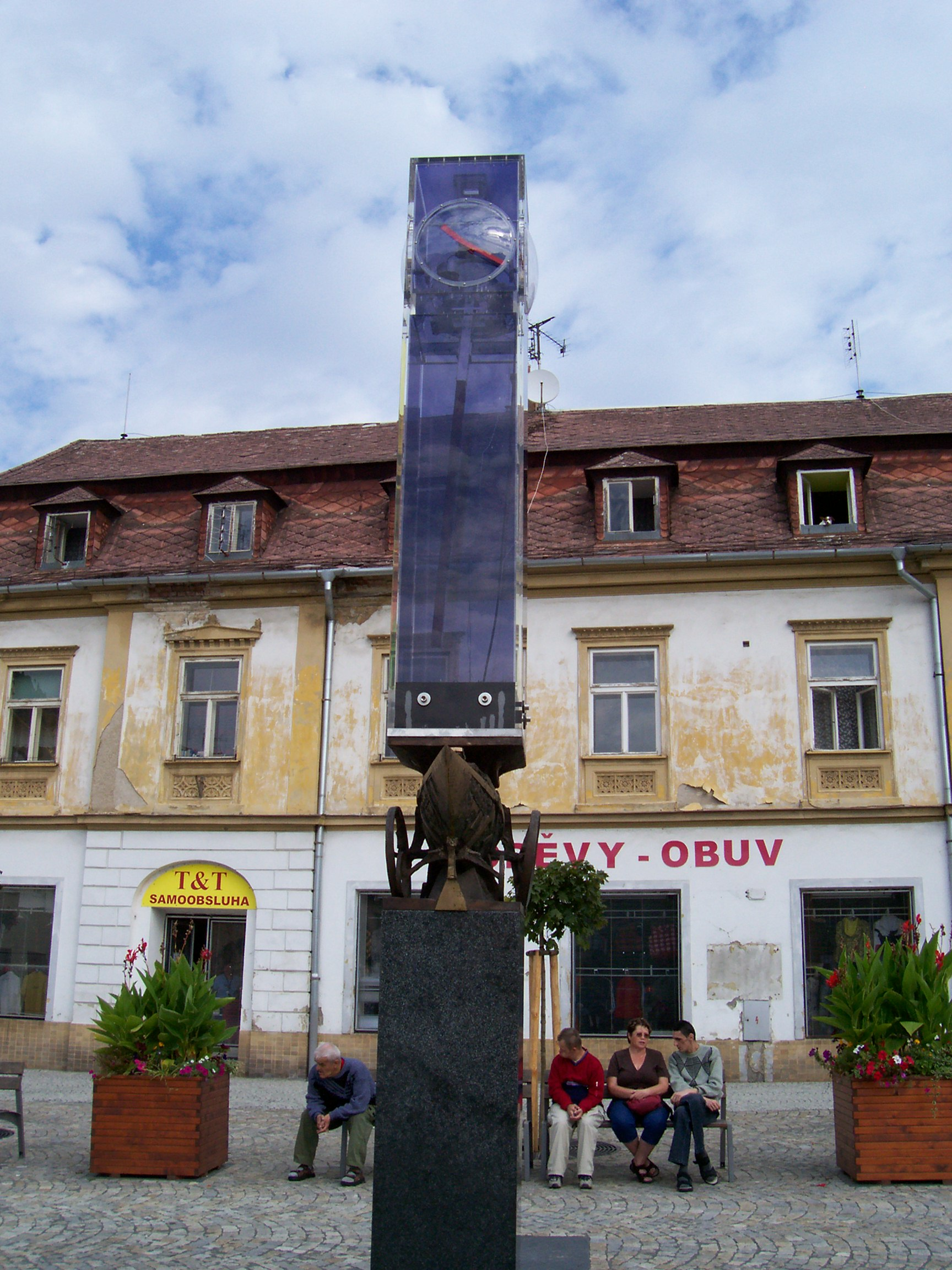
Hodiny na hlavním náměstí